# صفقة اليمامة

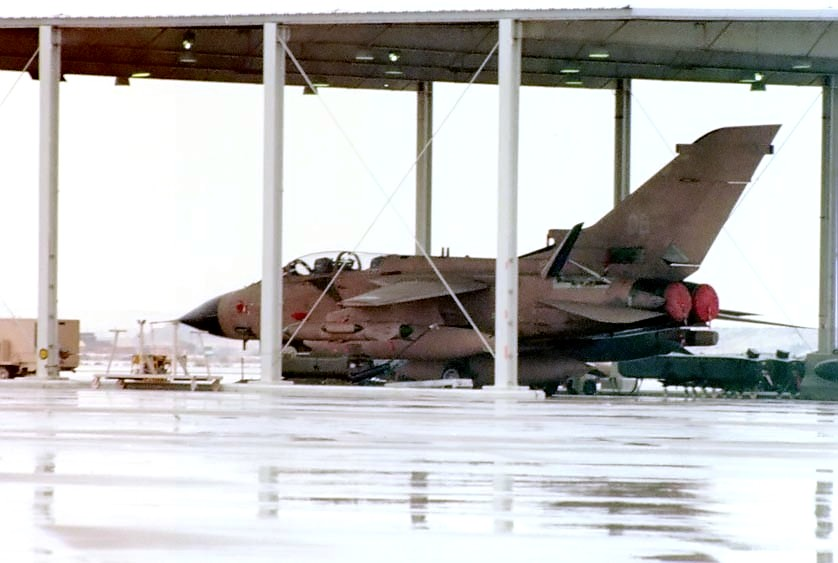
الجزء الرئيسي من صفقة اليمامة كان بيع مقاتلات تورنيدو للقوات الجوية الملكية للمملكة العربية السعودية.

اليمامة  هي سلسلة من صفقات شراء ضخمة بشكل غير مسبوق لأسلحة بريطانية من قبل الحكومة السعودية، دُفع مقابل تلك الأسلحة بالنفط الخام، بحيث يُحوّل 600,000 برميل (95,000 م3) من النفط الخام يوميا لحكومة المملكة المتحدة. جانب من شهرتها سببه ضخامة الرشاوي والعمولات المدفوعة فيها، كانت الجهة الرئيسية المتعاقدة بي إيه إي سيستمز وسابقتها بريتش ايروسبيس. وإمتدت الصفقات بدءا من أول شراء في سبتمبر 1985 حتى آخر عقد لتوريد 72 مقاتلة يوروفايتر تايفون متعددة المهام وُقِّع في أغسطس 2006.
في أغسطس 2005 قال مايك تورنر المدير التنفيذي لBAE Systems في حينه، أن شركته وسابقتها ربحت 43 مليار جنيه إسترليني في السنوات العشرين من التعاقد، وأنها تستطيع أن تربح 40 بليونا أخرى. وهذا التعاقد هو أكبر عقد تصدير في بريطانيا عبر التاريخ، ووظف 5000 شخص على الأقل في السعودية.
في 2010، أدينت شركة BAE Systems في محاكم الولايات المتحدة الأمريكية بتهم الغش في الحسابات وإعلان بيانات مضللة بما يتعلق بالمبيعات. أوقف تحقيق بدأه مكتب تحقيقات الإحتيال الخطير البريطاني في الصفقة بعد ضغوط سياسية من السعودية والحكومة البريطانية.

## مراحل الصفقة
- في سبتمبر 1985 وقع وزير الدفاع البريطاني، مايكل هيزلتاين مع السعودية المرحلة الأولى من صفقة اليمامة التي نصت على تزويد السعودية بطائرات تورنيدو وبي أيه إي هوك الحربيتين وتقديم الدعم الفني والصيانة المتعلقة بهما، بالإضافة إلى إنشاء قاعدة عسكرية ضخمة لهذه الطائرات في السعودية، وقد بلغت قيمة الصفقة حوالي 43 مليار جنيه إسترليني (86 مليار دولار أمريكي).
- في عام 1988 تم الكشف عن توقيع اتفاقية إضافية خاصة بصفقة اليمامة.
- في عام 1991: طائرات تورنيدو تابعة للسعودية تحلق لأول مرة في أجواء المملكة إلى جانب طائرات تورنيدو تابعة لسلاح الجو الملكي البريطاني، وذلك خلال حرب الخليج الثانية.[5]
- في شهر مايو 2004: صحيفة الإندبندنت البريطانية تنشر مقالًا تقول فيه إن صفقة اليمامة تمت بمساعدة حساب مصرفي سري كان بمثابة القناة التي تم عبرها دفع رشاوي، وإن وزارة الدفاع البريطانية تحقق في دفع الشركة البريطانية لأكثر من 60 مليون جنيه إسترليني خلال تنفيذ صفقة اليمامة.
- في نوفمبر 2004: شركة BAE تؤكد أن مكتب مكافحة جرائم التزوير الخطيرة يجري تحقيقا في صفقة اليمامة.
- 1 ديسمبر 2006 : شركة داسو الفرنسية الصانعة لطائرات حربية منافسة لطائرة يوروفايتر الأوروبية تكشف أنها تجري مفاوضات بيع أسلحة للسعودية.[5]
- شركة BAE البريطانية تعلن أن مفاوضاتها مع السعودية حول صفقة يوروفايتر قد تباطأت.

في شهر ديسمبر من عام 2005: شركة BAE تؤكد أنها اتفقت مع السعودية على تزويدها بـ 72 طائرة يوروفايتر المقاتلة وتستمر المفاوضات حول الصفقة خلال عام 2006.
- 14 ديسمبر 2006: المدعي العام البريطاني، اللورد جولد سميث، يعلن عن وقف مكتب مكافحة جرائم التزوير الخطيرة في تحقيقات صفقة اليمامة.
- 17 يناير 2007: ولي العهد السعودي ووزير الدفاع، الأمير سلطان بن عبد العزيز، يعلن أن بلاده لا تزال مهتمة بالحصول على 72 طائرة يوروفايتر من بريطانيا بأسرع ما يمكن.
- 29 أبريل 2007: أعضاء في مجلس العموم يحذرون من الضرر الجسيم الذي لحق بسمعة بريطانيا في مجال مكافحة الفساد بعد وقف التحقيقات في صفقة اليمامة.
- 18 يوليو 2007: الصنداي تايمز نشر تصريحات مدير وكالة سفر يقول فيها إن شركة السلاح البريطانية BAE دفعت تكاليف رحلات شهر عسل ابنة الأمير بندر بن سلطان التي تزوجت الأمير فيصل بن تركي ابن الأمير تركي بن ناصر في ديسمبر 1996. كلفة الرحلة استمرت الرحلة ستة أسابيع في سنغافورة، وماليزيا، وبالي بإندونيسيا، وأستراليا، وهاواي، وناهزت التكاليف قرابة 250 ألف جنيه إسترليني.[6]
- 7 يوليو 2007: تحقيق لـ بي بي سي يشير إلى أن السفير السعودي السابق في الولايات المتحدة الأمير بندر بن سلطان، والذي لعب دور المفاوض عن الجانب السعودي في صفقة اليمامة، كان قد تلقى أكثر من ملياري دولار على مدى عقد من الزمن كعمولات مقابل دوره في إبرام الصفقة المذكورة.
- 17 سبتمبر 2007 : السعودية وبريطانيا توقعان عقدا لشراء 72 مقاتلة يوروفايتر من طراز تايفون من إنتاج شركة BAE وبقيمة 8.84 مليار دولار أمريكي، مع خيار شراء طائرات اضافية وعقود صيانة، ليصل اجمالي قيمة العقد إلى 40 مليار دولار.[5]
- 9 نوفمبر 2007: المحكمة العليا في بريطانيا تأمر بفتح تحقيق قضائي شامل في قرار الحكومة البريطانية بوقف التحقيق في صفقة اليمامة.
- إيقاف التحقيق بالصفقة بقرار حكومي بريطاني ورئيس الوزراء السابق توني بلير يعلن أنه أمر بذلك كي لا تتضرر علاقات بلاده مع السعودية، لأن هذه العلاقة شديدة الأهمية في «مجال الحرب على الإرهاب، وكي لا تفقد بريطانيا آلاف الوظائف».
- ديسمبر 2007: تداولت وسائل الإعلام البريطانية خبر تهديدات سعودية بإلغاء صفقة طائرات من طراز تايفون ووقف التعاون في مجالي مكافحة الإرهاب والأمن ما لم يوقف التحقيق في صفقة اليمامة.
- 30 يوليو 2008 : الهيئة القضائية بمجلس اللوردات البريطاني، وهي أعلى سلطة قضائة في بريطانيا، تقر بقانونية قرار مكتب مكافحة جرائم التزوير الخطيرة بإيقاف التحقيق بمزاعم الرشوة التي اعترت الصفقة.
- 10 أبريل 2008 المحكمة العليا في بريطانيا تعلن أن قرار مكتب مكافحة جرائم التزوير الخطيرة بوقف التحقيق في صفقة اليمامة مخالف للقانون، وذلك في أعقاب رفع منظمات بريطانية مناهضة لتجارة الأسلحة دعوى أمام المحكمة بطلب للمضي قدمًا في التحقيق.

منظمة التعاون والتنمية الاقتصادية تعلن أنها ستقوم بإجراء تحقيق مستقل عن سبب وقف مكتب مكافحة جرائم التزوير الخطيرة التحقيق في ملف اليمامة.
- 18 يناير 2008: صحيفة الغارديان البريطانية تنشر تحقيقًا عن وجود أدلة على طلب أفراد من الأسرة المالكة في السعودية لعمولات مالية مقابل دورهم في إبرام صفقات سلاح بين السعودية وبريطانيا.

## تجديد الصفقة
تخلى مكتب مكافحة جرائم التزوير الخطيرة في ديسمبر 2006 عن مواصلة تحقيقات استمرت عامين في صفقة اليمامة، بعدما أبلغته الحكومة أن تلك التحقيقات تعرض «الأمن القومي والدولي» للخطر. أما السعودية فأشارت إلى أنها ستلغي العقد الدفاعي الذي تبلغ قيمته مليارات الدولارات إذا استمر التحقيق بشأنه، وهددت بإلغاء صفقة جديدة لشراء مقاتلات يوروفايتر.
يعتقد أن العائلة الملكية السعودية هددت بإلغاء الجزء النهائي من عقد اليمامة لشراء 72 مقاتلة من طراز تايفون بمئات الملايين من الجنيهات الإسترلينية ما لم توقف الحكومة البريطانية تحقيق الفساد.
انتقدت منظمة التعاون والتنمية الاقتصادية القرار، واعتبرت أنه يمثل انتهاكًا للاتفاقيات الدولية حول مكافحة الفساد، فيما فتحت وزارة العدل الأميركية تحقيقًا حولها.

## انتقادات
وجهت اللجنة البرلمانية البريطانية انتقادًا لحكومة بلير، بشأن قرار إنهاء التحقيق في قضية الاتهامات بالفساد في صفقة اليمامة مع السعودية. وطالبت بريطانيا منع مسئولي منظمة التعاون والتنمية الاقتصادية من إصدار أية بيانات حول التحقيق في هذه القضية، لكن الطلب جوبه بالرفض. وصرح انغيل غور مدير عام منظمة التعاون والتنمية الاقتصادية أن المملكة المتحدة تقود حملة لتشويه سمعة البروفسور مارك بيث، رئيس جهاز مكافحة الرشوة في منظمة التعاون والتنمية الاقتصادية، بعد أن اتهمته مجلة بريطانية بمنح ابنته وظيفة وإنفاق 733 ألف يورو علي تجديد شقته في باريس.
أبلغ النائب العام البريطاني اللورد غولد سميث مجلس اللوردات في 15 ديسمبر 2006 أن قرار وقف التحقيق اُتخذ خدمة للمصالح العامة الأوسع للمملكة المتحدة والتي استوجبت موازنتها مقابل سيادة القانون، وأن رئيس الوزراء البريطاني توني بلير وافق علي أن استمرار التحقيق سيلحق أذىً خطيرًا بالعلاقات بين المملكة المتحدة والسعودية.

## أسماء المتورطين
ووردت أسماء عديدة في هذه الصفقة على رأسهم موقعها ولي العهد السابق الأمير سلطان بن عبد العزيز، وأبناؤه: بندر وخالد، وتركي بن ناصر وابنه فيصل بن تركي ووالدته الأميرة نورة بنت سلطان بن عبد العزيز آل سعود، ورئيس الوزراء اللبناني الأسبق رفيق الحريري وابنه سعد الحريري ووفيق رضا سعيد، وهو ملياردير سوري يحمل الجنسية السعودية والصديق المقرب من الملك فهد. وقد حاول مكتب التحقيقات في الجرائم الخطيرة البريطاني التحقيق في أحد حساباته في البنوك السويسرية ولكن تم وقف التحقيق.
ورد اسم مارك تاتشر ابن رئيسة الوزراء البريطانية السابقة مارغريت ثاتشر في قضايا تتعلق بصفقة اليمامة ولكن تم حلها خارج المحاكم.

## وصلات خارجية
- الوثائق التي سربتها الغارديان
- برقية السير كولين شندلررئيس وحدة المبيعات بوزارة الدفاع البريطانية